# Persone di cognome Johansson
| Questa pagina contiene informazioni ricavate automaticamente dalle voci biografiche con l'ausilio del template Bio e di un bot. L'aggiornamento è periodico e automatico e ricostruisce completamente la pagina. Se manca una persona in questa lista, sei pregato di non aggiungerla, ma accertati piuttosto che la sua voce biografica contenga il template Bio e che i dati anagrafici siano correttamente compilati. Se il template Bio manca, inseriscilo tu stesso o, in alternativa, metti l'avviso {{tmp\|Bio}} che ne segnala la mancanza. Se i dati riportati sono sbagliati, correggi direttamente la voce biografica; le modifiche saranno visibili in questa lista entro pochi giorni. Per chiarimenti vedi il progetto antroponimi. La lista contiene solo le 110 persone che sono citate nell'enciclopedia e per le quali è stato implementato correttamente il template Bio. Pagina aggiornata al 7 ago 2025. |

Questa è una lista di persone presenti nell'enciclopedia che hanno il cognome Johansson, suddivise per attività principale.

## Allenatori di calcio(4)
- Bertil Johansson, allenatore di calcio e calciatore svedese (Göteborg, n. 1935 - Hönö, † 2021)
- Bo Johansson, allenatore di calcio e ex calciatore svedese (Kalmar, n. 1942)
- Jonatan Johansson, allenatore di calcio e ex calciatore finlandese (Stoccolma, n. 1975)
- Magnus Johansson, allenatore di calcio e ex calciatore svedese (Göteborg, n. 1964)

## Allenatori di hockey su ghiaccio(1)
- Kent Johansson, allenatore di hockey su ghiaccio e ex hockeista su ghiaccio svedese (Katrineholm, n. 1956)

## Allenatori di tennis(1)
- Thomas Johansson, allenatore di tennis e ex tennista svedese (Linköping, n. 1975)

## Artisti(1)
- Erik Johansson, artista e fotografo svedese (Götene, n. 1985)

## Attori(2)
- Paul Johansson, attore e regista statunitense (Spokane, n. 1964)
- Åke Johansson, attore e giornalista svedese (Stoccolma, n. 1925 - Sigtuna, † 2015)

## Attrici(1)
- Scarlett Johansson, attrice e cantante statunitense (New York, n. 1984)

## Batteristi(4)
- Anders Johansson, batterista svedese (Göteborg, n. 1962)
- Henka Johansson, batterista svedese (Karlskoga, n. 1973)
- Leif Johansson, batterista svedese (Loos, n. 1945)
- Patrick Johansson, batterista svedese (Falun, n. 1976)

## Biatleti(1)
- Ulf Johansson, ex biatleta svedese (Tibro, n. 1967)

## Calciatori(25)
- Erik Berg, ex calciatore svedese (Falkenberg, n. 1988)
- Andreas Johansson, ex calciatore svedese (Vänersborg, n. 1978)
- Andreas Johansson, ex calciatore svedese (Halmstad, n. 1982)
- Carl Johansson, calciatore svedese (Lund, n. 1994)
- Daniel Johansson, calciatore svedese (Lund, n. 1987)
- Marcus Johansson, ex calciatore svedese (Halmstad, n. 1993)
- Marko Johansson, calciatore svedese (Malmö, n. 1998)
- Nils-Eric Johansson, ex calciatore svedese (Stoccolma, n. 1980)
- Piotr Johansson, calciatore svedese (Gorlice, n. 1995)
- Adam Johansson, ex calciatore svedese (Göteborg, n. 1983)
- Åke Johansson, calciatore svedese (Norrköping, n. 1928 - Norrköping, † 2014)
- Alexander Johansson, calciatore svedese (Falkenberg, n. 1995)
- Alexander Johansson, calciatore svedese (n. 2000)
- Emil Johansson, ex calciatore svedese (Karlskoga, n. 1986)
- Erik Johansson, calciatore svedese (n. 1900 - † 1983)
- Filip Johansson, calciatore svedese (Surte, n. 1902 - † 1976)
- Georg Johansson, calciatore svedese (n. 1910 - † 1996)
- Gunnar Johansson, calciatore svedese (Hjertun, n. 1924 - Aix-en-Provence, † 2003)
- Herman Johansson, calciatore svedese (Örnsköldsvik, n. 1997)
- Jonathan Johansson, calciatore svedese (Kålaboda, n. 1991)
- Magnus Johansson, ex calciatore svedese (Ölme, n. 1971)
- Mattias Johansson, calciatore svedese (Jönköping, n. 1992)
- Oscar Johansson Schellhas, calciatore svedese (n. 1995)
- Ryan Johansson, calciatore lussemburghese (Lussemburgo, n. 2001)
- Viktor Johansson, calciatore svedese (Stoccolma, n. 1998)

## Calciatrici(1)
- Josefin Johansson, calciatrice svedese (n. 1988)

## Canoisti(1)
- Sven Johansson, canoista svedese (Västervik, n. 1912 - † 1953)

## Cantanti(2)
- Jonathan Johansson, cantante svedese (Fosie församling, n. 1980)
- Wiktoria Johansson, cantante svedese (Brämhult, n. 1996)

## Cestiste(2)
- Christine Johansson, ex cestista svedese (Kristinehamn, n. 1962)
- Emma Johansson, cestista svedese (n. 2003)

## Cicliste su strada(1)
- Emma Johansson, ex ciclista su strada e ciclocrossista svedese (Sollefteå, n. 1983)

## Ciclisti su strada(2)
- Bernt Johansson, ex ciclista su strada, pistard e mountain biker svedese (Göteborg, n. 1953)
- Björn Johansson, ex ciclista su strada svedese (Vänersborg, n. 1963)

## Danzatori(1)
- Christian Johansson, danzatore e coreografo russo (Stoccolma, n. 1817 - San Pietroburgo, † 1903)

## Dirigenti sportivi(1)
- Lennart Johansson, dirigente sportivo svedese (Stoccolma, n. 1929 - Stoccolma, † 2019)

## Fondiste(2)
- Marie Johansson, ex fondista svedese (Rättvik, n. 1963)
- Irma Johansson, ex fondista svedese (Kalix, n. 1932)

## Fondisti(2)
- Donald Johansson, fondista svedese (n. 1913 - † 2004)
- Leo Johansson, fondista svedese (Vaggeryd, n. 1999)

## Giavellottisti(1)
- Paavo Johansson, giavellottista e multiplista finlandese (Helsinki, n. 1895 - Helsinki, † 1983)

## Giocatori di calcio a 5(2)
- Rasmus Johansson, giocatore di calcio a 5 e calciatore danese (n. 1995)
- Simon Karl Johansson, giocatore di calcio a 5 e calciatore norvegese (n. 1989)

## Giocatori di football americano(1)
- Niklas Johansson, giocatore di football americano e allenatore di football americano svedese

## Giocatrici di curling(1)
- Elisabet Gustafson, giocatrice di curling svedese (Umeå, n. 1964)

## Hockeisti su ghiaccio(9)
- Andreas Johansson, ex hockeista su ghiaccio svedese (Hofors, n. 1973)
- Gustaf Johansson, hockeista su ghiaccio svedese (Stoccolma, n. 1900 - Stoccolma, † 1971)
- Henry Johansson, hockeista su ghiaccio svedese (Södertälje, n. 1897 - Södertälje, † 1979)
- Lennart Johansson, hockeista su ghiaccio svedese (Sundsvall, n. 1941 - Gävle, † 2010)
- Magnus Johansson, ex hockeista su ghiaccio svedese (Linköping, n. 1973)
- Marcus Johansson, hockeista su ghiaccio svedese (Landskrona, n. 1990)
- Nils Johansson, hockeista su ghiaccio svedese (Stoccolma, n. 1904 - Stoccolma, † 1936)
- Nils Johansson, ex hockeista su ghiaccio svedese (Alfredshem, n. 1938)
- Roger Johansson, ex hockeista su ghiaccio svedese (Ljungby, n. 1967)

## Inventori(1)
- Carl Edvard Johansson, inventore svedese (n. 1864 - † 1943)

## Lottatori(4)
- Ivar Johansson, lottatore svedese (Norrköping, n. 1903 - Norrköping, † 1979)
- Kent-Olle Johansson, ex lottatore svedese (n. 1960)
- Thure Johansson, lottatore svedese (Jukkasjärvi, n. 1912 - Arboga, † 1986)
- Tomas Johansson, ex lottatore svedese (Haparanda, n. 1962)

## Lottatrici(1)
- Henna Johansson, lottatrice svedese (Gällivare, n. 1991)

## Lunghiste(2)
- Erica Johansson, ex lunghista svedese (Mölndal, n. 1974)
- Tilde Johansson, lunghista e ostacolista svedese (n. 2001)

## Marciatori(1)
- Ingemar Johansson, marciatore svedese (Uddeholm, n. 1924 - † 2009)

## Musicisti(1)
- Jan Johansson, musicista svedese (Söderhamn, n. 1931 - Sollentuna, † 1968)

## Nuotatori(2)
- Hjalmar Johansson, nuotatore, tuffatore e lunghista svedese (Karlskrona, n. 1874 - Segeltorp, † 1957)
- Per Johansson, ex nuotatore svedese (Borlänge, n. 1963)

## Nuotatrici(1)
- Jennie Johansson, ex nuotatrice svedese (Hedemora, n. 1988)

## Pallanuotisti(2)
- Olle Johansson, pallanuotista e nuotatore svedese (Borås, n. 1927 - Göteborg, † 1994)
- Stig Johansson, pallanuotista svedese (Borås, n. 1924 - Göteborg, † 2007)

## Pattinatori artistici su ghiaccio(1)
- Richard Johansson, pattinatore artistico su ghiaccio svedese (n. 1882 - † 1952)

## Pentatleti(2)
- Björn Johansson, pentatleta svedese (n. 1976)
- Erik Johansson, pentatleta svedese (Uppsala, n. 1974)

## Pesiste(1)
- Axelina Johansson, pesista svedese (Vaggeryd, n. 2000)

## Piloti automobilistici(1)
- Stefan Johansson, pilota automobilistico svedese (Växjö, n. 1956)

## Polistrumentisti(1)
- Tommy Johansson, polistrumentista, cantante e produttore discografico svedese (Boden, n. 1987)

## Politiche(1)
- Ylva Johansson, politica svedese (Huddinge, n. 1964)

## Politici(2)
- Kent Johansson, politico svedese (Händene, n. 1951)
- Morgan Johansson, politico svedese (Höganäs, n. 1970)

## Pugili(1)
- Ingemar Johansson, pugile svedese (Göteborg, n. 1932 - Kungsbacka, † 2009)

## Rugbisti a 15(1)
- Lloyd Johansson, rugbista a 15 australiano (Melbourne, n. 1985)

## Saltatori con gli sci(1)
- Robert Johansson, saltatore con gli sci norvegese (Lillehammer, n. 1990)

## Sciatori alpini(2)
- Emil Johansson, ex sciatore alpino svedese (n. 1988)
- Hasse Johansson, ex sciatore alpino svedese

## Sciatrici alpine(1)
- Stella Johansson, sciatrice alpina statunitense (n. 2002)

## Storici dell'arte(1)
- Ejner Johansson, storico dell'arte, scrittore e regista danese (Copenaghen, n. 1922 - † 2001)

## Taekwondoka(1)
- Elin Johansson, taekwondoka svedese (Skellefteå, n. 1990)

## Tastieristi(1)
- Jens Johansson, tastierista svedese (Stoccolma, n. 1963)

## Tennistavolisti(1)
- Kjell Johansson, tennistavolista svedese (Eskilstuna, n. 1946 - Eksjö, † 2011)

## Tenniste(1)
- Mathilde Johansson, ex tennista francese (Göteborg, n. 1985)

## Tennisti(3)
- Joachim Johansson, ex tennista svedese (Lund, n. 1982)
- Kjell Johansson, ex tennista svedese (Dalsjöfors, n. 1951)
- Torsten Johansson, tennista svedese (Karlsborg, n. 1920 - Malmö, † 2004)

## Tiratori a segno(1)
- Hugo Johansson, tiratore a segno svedese (Stoccolma, n. 1887 - Stoccolma, † 1977)

## Tuffatrici(1)
- Greta Johansson, tuffatrice e nuotatrice svedese (Stoccolma, n. 1895 - San Mateo, † 1978)

## Senza attività specificata(1)
- Thomas Johansson, ex snowboarder svedese (Jukkasjärvi, n. 1979)